# Bolbolānābād
Bolbolānābād (persiska: بُلبان آباد, بولِ بَند آباد, بول بَند آباد, بلبلان آباد, Bolbānābād) är en ort i Iran.   Den ligger i provinsen Kurdistan, i den nordvästra delen av landet, 400 km väster om huvudstaden Teheran. Bolbolānābād ligger 1 995 meter över havet och antalet invånare är 3 464.
Terrängen runt Bolbolānābād är huvudsakligen kuperad, men österut är den platt. Terrängen runt Bolbolānābād sluttar österut.Runt Bolbolānābād är det ganska tätbefolkat, med 72 invånare per kvadratkilometer. Närmaste större samhälle är Dehgolān, 17,6 km nordost om Bolbolānābād. Trakten runt Bolbolānābād består i huvudsak av gräsmarker.